# I. e. 362
Évszázadok: i. e. 5. század – i. e. 4. század – i. e. 3. század
Évtizedek: i. e. 410-es évek – i. e. 400-as évek – i. e. 390-es évek – i. e. 380-as évek – i. e. 370-es évek – i. e. 360-as évek – i. e. 350-es évek – i. e. 340-es évek – i. e. 330-as évek – i. e. 320-as évek – i. e. 310-es évek
Évek: i. e. 367 – i. e. 366 – i. e. 365 – i. e. 364 –  i. e. 363 – i. e. 362 – i. e. 361 – i. e. 360 – i. e. 359 – i. e. 358 – i. e. 357

## Események

### Perzsa Birodalom
- Mauszólosz, Kária szatrapája csatlakozik a II. Artaxerxész király elleni felkeléshez. Datamészt, Kappadókia lázadó szatrapáját meggyilkolják.
- Nahtnebef fáraó mellett fia, Dzsedhór kormányozza Egyiptomot régensként. Az egyiptomiak megtámadják a belháború által meggyengült Perzsa Birodalmat, hogy visszahódítsák korábbi területeiket. II. Ageszilaosz király vezetésével ezer fős spártai sereg érkezik Egyiptomba, hogy segítse a perzsák elleni harcukat.

### Görögország
- Az árkádiai szövetség tagjai egymás ellen fordulnak: Mantineia Spártával és Athénnel szövetkezik, míg Tegea és más városok Thébaitól kérnek segítséget. A thébai Epameinondasz nagy sereget visz a Peloponnészoszra, ahol a mantineiai csatában összecsap Spárta, Athén és szövetségeseik egyesített erejével. Thébai a csatát megnyeri, de Epameinondasz elesik; utolsó kívánsága az, hogy a görög városállamok béküljenek ki egymással. Megkötik az általános békét, a Thébai katonai hegemóniájával fémjelzett korszak véget ér Görögországban.

### Róma
- Rómában consulok: Quintus Servilius Ahala és Lucius Genucius Aventinensis.
- A legenda szerint a római Forumon egy földrengés után mély hasadék keletkezett, amelyet képtelenek voltak betömni. Egy fiatal katona, Marcus Curtius a lovával beleugratott a szakadékba, amely utána bezárult. Róla nevezték el a Lacus Curtiust a Forumon.

## Születések
- Kardiai Eumenész, görög hadvezér

## Halálozások
- Epameinondasz, thébai hadvezér és államférfi
- Datamész, Kappadókia szatrapája

## Fordítás
- Ez a szócikk részben vagy egészben  a(z)   362 BC című angol Wikipédia-szócikk ezen változatának fordításán alapul.  Az eredeti cikk szerkesztőit annak laptörténete sorolja fel. Ez a jelzés csupán a megfogalmazás eredetét és a szerzői jogokat jelzi, nem szolgál a cikkben szereplő információk forrásmegjelöléseként.
- Ez a szócikk részben vagy egészben  a(z)   362 v. Chr. című német Wikipédia-szócikk ezen változatának fordításán alapul.  Az eredeti cikk szerkesztőit annak laptörténete sorolja fel. Ez a jelzés csupán a megfogalmazás eredetét és a szerzői jogokat jelzi, nem szolgál a cikkben szereplő információk forrásmegjelöléseként.